# Tábua de Carnéades
A Tábua de Carnéades é um experimento mental atribuído a Carnéades de Cirene utilizado com frequência nos campos da ética e do direito penal, uma vez que testa os limites da justificação da morte de um inocente por outro em estado de necessidade.

## Descrição
O experimento envolve os náufragos A e B. Em sua primeira variante, o náufragos A e B disputam a posse da única tábua capaz de suportar o peso de um deles em alto-mar. A outra variante discutida apresenta um dos náufragos já em posse da tábua e o outro lutando para obtê-la.

## Origem
A primeira referência ao experimento está na obra Dos deveres, de Cícero.